# The Event
The Event – album koncertowy Elvisa Presleya. Został nagrany podczas występu na żywo 29 marca 1977 r. w Alexandrii w Luizjanie. Elvis miał na sobie Mexican Sundial suit. Album został wydany w 1995 roku.

## Lista utworów
1. „Also sprach Zarathustra”
2. „See See Rider”
3. „I Got a Woman – Amen”
4. „Love Me”
5. „If You Love Me”
6. „You Gave Me a Mountain”
7. „Jailhouse Rock”
8. „’O sole mio – It’s Now or Never”
9. „Little Sister”
10. „Teddy Bear – Don’t Be Cruel”
11. „Blue Suede Shoes”
12. „Fever”
13. „Intro”
14. „Early Morning Rain”
15. „What’d I Say”
16. „Johnny B. Goode”, „Drums Solo”, „Bass Solo”, „Piano Solo”, „Electric Piano Solo”
17. „School Days”
18. „Why Me Lord”
19. „Bossom of Abraham - You Better Run”
20. „How Great Thou Art”
21. „Hound Dog”
22. „Can’t Help Falling in Love”
23. „Closing Vamp”